# Коцка (квиз)
Коцка (енгл. The Cube) је британски квиз први пут емитован 22. августа 2009. Три пута је освајала награду БАФТА. Домаћин је Питер Шефилд (Phillip Schofield). Такмичарима пружа могућност да освоје награду од 250.000 фунти тако што успешно прођу изазов унутар 4m × 4m × 4m коцке. Идеја квиза се заснива на идеји да чак и једноставни задаци постају изузетно захтевни када је такмичар ограничен и стављен под притисак испред великог броја гледалаца унутар студија. Једном када уђе у коцку, такмичар може осетити клаусрофобију и дезоријентисаност. Користећи "state-of-the-art" технику снимања квиз покушава да дочара интезивну анксиозност коју такмичар претрпи док напредује кроз сваки појединачни задатак. Колин Мекфарлан (енгл. Colin McFarlane) даје бестелесни глас Коцки која објашњава правила такмичарима.

## Игра
Све игре се одигравају унутар Коцке. Такмичари треба да реше задатак који тестира њихову брзину, менталну способност, интелигенцију и брзину одзива. Ако успешно прођу задатак померају се на лествици новца. Сваки такмичар почиње са 9 живота. После сваког неуспелог покушаја у једној игри губе један живот и морају да понављају игру док не успеју. Сваки такмичар коме нестане живота је побеђен (енгл. Defeated) од стране Коцке и губи сав новац који је дотле стекао. Такмичар може да се заустави пре следеће игре и да узме новац који је дотле освојио. Ако се такмичар обавеже да ће играти не може мењати одлуку током игре. Са изузетком  четири епизоде у свакој епизоди су представљана по два такмичара.
Награда у Коцки креће од 1000, преко 2000, 10000, 20000, 50000, 100000 до 250000 фунти'
Коцка нуди такмичарима две различите врсте помоћи коју може да користи само једном.

#### Упрошћавање
Како само име каже користећи ову помоћ такмичар може да упрости игру да би завршио задатак. То укључује продужавање времена за извршавање задатка, повећање мете или уклањања одређених аспеката игре.

#### Пробни покушај
Такмичару се даје шанса да проба игру без икаквих последица. После пробног покушаја такмичар доноси одлуку да ли ће наставити са игром у регуларном времену.

#### Информације
Иако није званична помоћ такмичарима водитељ Питер Шефилд може понудити такмичарима одређене информације. Може им дати статистику од просечном броју живота потрбним да се задатак уради, проценат такмичара који је успео из првог покушаја или где је одређена група људи успешнија од других.

### Тело
Пре сваке игре Тело (енгл. The Body) демонстрира игру. Тело је маскирани женски лик.

## Игре
На почетку је направљено 50 игара. У свакој новој серији се додају нове игре како би такмичари били изазвани играма које до сад  нису видели као и да би се игра освежила.   Око 130 различитих игара је направљено и грано унутар Коцке.

## Интернационалне верзије
До 2014-е године 11 земаља је направило њихове верзије овог квиза. Приказује се или се приказивао у следећим земљама Дубаи, Кина, Француска, Немачка, Италија, Португал, Русија, Саудијска арабија, Шпанија, Украјина, САД, Ирска, Нови Зеланд, Аустралија. Од 2012-е у Србији се приказују старе епизоде на IQS.life каналу.